# Lepidodexia affinis
Lepidodexia affinis är en tvåvingeart som beskrevs av De Souza Lopez 1983. Lepidodexia affinis ingår i släktet Lepidodexia och familjen köttflugor.
Artens utbredningsområde är Peru. Inga underarter finns listade i Catalogue of Life.